# Ornithoglossum
Genre
Ornithoglossum est un genre de plantes de la famille des Colchicaceae originaires d'Afrique australe et dont certaines sont cultivées comme plantes ornementales.

## Liste d'espèces
Selon Tropicos (11 octobre 2021) :
- Ornithoglossum calcicola K.Krause & Dinter - Namibie
- Ornithoglossum dinteri K.Krause - Afrique du Sud, Namibie
- Ornithoglossum gracile B.Nord. - Afrique du Sud (Province du Cap)
- Ornithoglossum parviflorum B.Nord. -  Afrique du Sud (Province du Cap), Namibie
- Ornithoglossum pulchrum Snijman, B. Nord. & Mannh. - Namibie
- Ornithoglossum undulatum Sweet - Afrique du Sud (Province du Cap), Namibie
- Ornithoglossum viride (Lf) Dryand. ex WTaiton - Afrique du Sud (Province du Cap)
- Ornithoglossum vulgare B.Nord. - Afrique du Sud, Botswana, Malawi, Mozambique, Namibie, Tanzanie, Zambie, Zimbabwe,
- Ornithoglossum zeyheri (Baker) B.Nord. - Afrique du Sud (Province du Cap)